# Nevyřízený účet
Nevyřízený účet (v anglickém originále Homefront) je americký akční filmový thriller z roku 2013, který režíroval Gary Fleder. Scénář napsal Sylvester Stallone, jenž film také produkoval společně s Kevinem Kingem Templetonem a Johnem Thompsonem. Ve filmu, který byl natočen podle stejnojmenného románu Chucka Logana, hrají Jason Statham, James Franco, Winona Ryder a Kate Bosworth. Hlavní postavou filmu je Phil Broker, vysloužilý agent protidrogové agentury DEA, jenž vede poklidný život se svou dcerou Maddy, ale nastanou problémy, když se Broker a Maddy zapletou kvůli incidentu se šikanou ve škole se zločineckým bossem Gatorem.
Natáčení začalo 1. října 2012 v New Orleans v Louisianě. Film byl uveden do kin 27. listopadu 2013.

## Děj
Phil Broker, bývalý agent DEA, zlikviduje laboratoř na výrobu pervitinu, kterou vede motorkářský boss Danny T, a poté se s dcerou Maddy přestěhuje do malého města v Louisianě. Maddy se jednoho dne popere s agresivním spolužákem Teddym, což vede k tomu, že Broker porazí v bitce Teddyho otce. Teddyho matka Cassie požádá svého bratra Gatora, místního drogového bosse, aby Brokera zastrašil. Gator se vloupá do Brokerova domu, unese Maddyinu kočku a najde důkazy o jeho minulosti v DEA.
Zjišťuje, že Broker způsobil zatčení Dannyho T, což vedlo ke smrti jeho syna. Gator kontaktuje Dannyho T, který pošle gangstery, aby Brokera zabili. Mezitím se snaží Broker urovnat napětí mezi rodinami, děti se dokonce začnou přátelit. Gator varuje Cassie, aby se od Brokera držela dál. Později Broker odhalí Gatorovu drogovou laboratoř, ale padne do léčky a je mučen. Podaří se mu uniknout, porazit své věznitele a získat zpět kočku.
Než stihnou Broker a Maddy odjet z města, přichází gangsteři a dojde k přestřelce, při které je Teedo zraněn. Maddy je unesena Sheryl, přítelkyní Gatora. Maddy použije telefon a Broker podle jejího popisu zjistí, kde je. Cassie dorazí do Gatorovy laboratoře, rozhořčená z přítomnosti dítěte, a nechtěně spustí nastražené pasti, které způsobí explozi. Při pokusu o útěk je postřelena Gatorem.
Gator utíká s Maddy v autě, ale Broker ho pronásleduje. Po havárii auta Gator míří na Brokera, ale je rozptýlen Maddy. Broker toho využije, zneškodní Gatora a chystá se ho zabít, ale Maddy ho prosí, aby to nedělal. Broker mu oznámí, že mu dcera právě zachránila život. Gator a Sheryl jsou zatčeni, Teedo a Cassie převezeni do nemocnice. Později Broker navštíví Dannyho T ve vězení a dá mu najevo, že na něj bude čekat, až ho propustí.

## Obsazení
- Jason Statham jako Phil Broker
- James Franco jako Morgan "Gator" Bodine
- Winona Ryder jako Sheryl Marie Mott
- Kate Bosworth jako Cassie Bodine Klum
- Rachelle Lefevre jako Susan Hetch
- Frank Grillo jako Cyrus Hanks
- Clancy Brown jako šerif Keith Rodrigue
- Izabela Vidovic jako Maddy Broker
- Marcus Hester jako Jimmy Klum
- Omar Benson Miller jako Teedo
- Chuck Zito jako "Danny T" Turrie